# اچ اچ تی دی دی
اچ اچ تی دی دی (به انگلیسی: HHTDD) با فرمول شیمیایی C6H4N12O14 یک ترکیب شیمیایی است. که جرم مولی آن ۴۶۸٫۱۶۸ گرم بر مول می‌باشد. 